# Laurentides

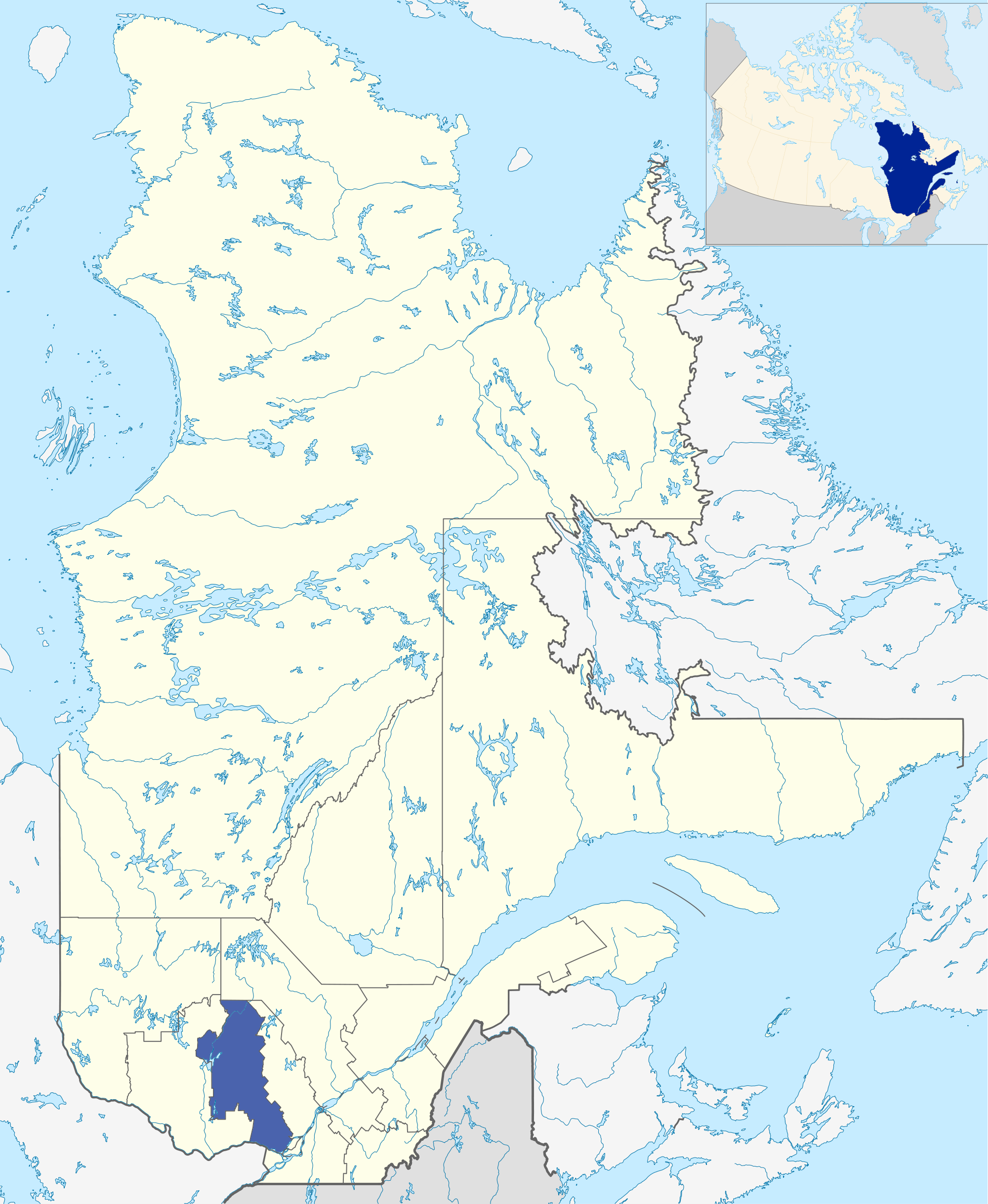
Localização da região administrativa de Laurentides no Quebec.

O Laurentides é uma região administrativa da província canadense do Quebec. A região possui 20 560 km², 499 882 habitantes e uma densidade demográfica de 24,3 hab./km². Está dividida em 8 regionalidades municipais e em 83 municípios.

## Subdivisões

### Regionalidades municipais
- Argenteuil
- Antoine-Labelle
- Deux-Montagnes
- La Rivière-du-Nord
- Les Laurentides
- Les Pays-d'en-Haut
- Mirabel
- Thérèse-De Blainville

### Reservas indígenas
- Doncaster
- Kanesatake